# Classement de réaction et de résistance au feu
En sécurité incendie, la « réaction au feu » et la « résistance au feu » sont deux choses différentes. Elles sont codifiées aux niveaux national et européen de manière très réglementée. La réaction au feu est la représentation d'un matériau en tant qu'aliment du feu (combustibilité, inflammabilité). La résistance au feu est le temps durant lequel l'élément de construction joue son rôle de limitation de la propagation.

## Réaction au feu
C'est la manière dont un matériau (béton, bois, papier…) va se comporter comme combustible. Cette réaction est définie après des essais normalisés au sein de centres agréés.
En France, la réaction au feu des matériaux est définie par l'arrêté du 21 novembre 2002. Cet arrêté différencie 2 types de matériaux, les produits de construction et les matériaux d'aménagement. L'annexe 1 de l'arrêté précise que les produits de construction sont classés suivant la norme européenne EN 13-501-1 (Euroclasse). Suivant l'annexe 2 les matériaux d'aménagement sont classés par les normes françaises de la série NF P92-5XX.
Certains produits ou matériaux n'ont pas besoin d'essais pour justifier leurs réactions au feu. On appelle cela les classements conventionnels, ils sont définis dans l'annexe 3 de l'arrêté du 21 novembre 2002.

### Classification française
En France, il existe un classement sous norme NF P92-507, composé de 5 catégories qui définissent la réaction au feu des matériaux :
ils vont de M0 pour l'incombustible à M4 pour désigner les matériaux les plus inflammables jusqu'à leur propension à la propagation du feu.
Cette classification, qui correspond au temps de résistance d'un matériau à une température donnée, est établie par des laboratoires agréés par le ministère de l'Intérieur, comme le CSTB et le LNE dont les sites délivrent de plus amples informations.
La combustibilité est la chaleur émise par combustion complète du matériau, tandis que l'inflammabilité est la quantité de gaz inflammable émise par le matériau.
Aujourd'hui la classification française est appliquée pour les matériaux d'aménagement seulement. Les autres matériaux sont classés suivant les euroclasses et la norme EN 13-501-1.
|    | Combustibilité | Inflammabilité            | Exemples |
| -- | -------------- | ------------------------- | --- |
| M0 | incombustible  |                           | pierre, brique, ciment, tuiles, plomb, acier, ardoise, céramique, plâtre, béton, verre, laine de roche, Staff                                      |
| M1 | combustible    | ininflammable             | matériaux composites, PVC rigide, dalles minérales de faux-plafonds, certains bois ignifugés, certains polyesters ignifugés, isolant paille enduit |
| M2 | combustible    | difficilement inflammable | moquette murale, panneau de particules |
| M3 | combustible    | moyennement inflammable   | bois (y compris lamellé-collé), revêtement sol caoutchouc, moquette polyamide, laine                                                               |
| M4 | combustible    | facilement inflammable    | papier, polyester, polypropylène, tapis fibres mélangées                                                                                           |
| NC | non classé     | non classé                | |

### Classification européenne
L'arrêté du 21 novembre 2002 (modifié) relatif à la réaction au feu des produits de construction et d'aménagement, introduit désormais les « euroclasses » de réaction au feu. Celles-ci sont plus complètes que l'ancien classement français, prenant en compte les fumées dégagées ainsi que d'éventuelles gouttelettes projetées. Cette classification n'est valable toutefois que pour les produits de construction avec trois distinguos, les matériaux de sols (indice « fl » pour « floorings »), les matériaux longilignes (indice « l ») et les autres produits de construction.
Les euroclasses, définies dans la norme européenne EN 13501-1+A1, sont un système de classement en cinq catégories d’exigence : A1, A2, B, C, D, E, F (F correspondant au NC du classement M).
Les euroclasses tiennent aussi compte de deux autres critères essentiels (après tests en laboratoire) :
- l’opacité des fumées (quantité et vitesse) notée s pour smoke
  - s1 : Quantité et vitesse de dégagement faibles
  - s2 : Quantité et vitesse de dégagement moyenne
  - s3 : Quantité et vitesse de dégagement haute

- les gouttelettes et débris enflammés notées d pour droplets
  - d0 : aucun débris
  - d1 : aucun débris dont la combustion dure plus de 10 secondes
  - d2 : ni d0 ni d1

En annexe à cet arrêté, il y a trois tableaux donnant les EUROCLASSES admissibles au regard des catégories M mentionnées dans les règlements de sécurité contre l'incendie (valable tant que la réglementation française n'a pas été révisée pour intégrer directement les euroclasses):
| Classes selon NF EN 13501-1+A1      | Classes selon NF EN 13501-1+A1      | Classes selon NF EN 13501-1+A1      | Exigence          |
| A1                                  | -                                   | -                                   | Incombustible     |
| A2                                  | s1                                  | d0                                  | M0                |
| A2                                  | s1                                  | d1                                  | M1                |
| A2                                  | s2 s3                               | d0 d1                               | M1                |
| B                                   | s1 s2 s3                            | d0 d1                               | M1                |
| C                                   | s1 s2 s3                            | d0 d1                               | M2                |
| D                                   | s1 s2 s3                            | d0 d1                               | M3                |
| D                                   | s1 s2 s3                            | d0 d1                               | M4 (non gouttant) |
| Toutes classes autres que E-d2 et F | Toutes classes autres que E-d2 et F | Toutes classes autres que E-d2 et F | M4                |

| Classes selon NF EN 135011 | Classes selon NF EN 135011 | Exigence      |
| A1 fl |                            | Incombustible |
| A2 fl | s1                         | M0            |
| A2 fl | s2                         | M3            |
| B fl | s1 s2                      | M3            |
| C fl | s1 s2                      | M3            |
| D fl | s1 (1) s2                  | M4            |
| (1) Le niveau de performance s1 dispense de fournir les informations prévues par l'arrêté du 4 novembre 1975 modifié portant réglementation de l'utilisation de certains matériaux et produits dans les établissements recevant du public et l'instruction du 1er décembre 1976 s'y rapportant. |                            |               |

| CLASSES SELON DÉCISION 2003/632/CE de la Commission | CLASSES SELON DÉCISION 2003/632/CE de la Commission | CLASSES SELON DÉCISION 2003/632/CE de la Commission | EXIGENCE         |
| A1L | -                                                   | -                                                   | Incombustible    |
| A2L | s1 (1)                                              | d0                                                  | M0 (2)           |
| A2L ou BL ou CL DL | s2 s3                                               | d0                                                  | M1 (2) ou M2 (2) |
| A2L ou BL ou CL DL | s1 (1) s2 s3                                        | d0                                                  | M1 (2) ou M2 (2) |
| A2L ou BL ou CL DL | s1 (1) s2 s3                                        | d0                                                  | M3 (2)           |
| Toutes classes autres que EL-d2 et FL | Toutes classes autres que EL-d2 et FL               | Toutes classes autres que EL-d2 et FL               | M4 (2)           |
| (1) Le niveau de performance s1 dispense de fournir les informations prévues par l'arrêté du 4 novembre 1975 modifié portant réglementation de l'utilisation de certains matériaux et produits dans les établissements recevant du public et l'instruction du 1er décembre 1976 s'y rapportant. (2) Cette classification ne peut plus être utilisée pour les produits manufacturés entrant dans le champ d'application du règlement (UE) no 305/2011. Lorsque sont mises sur le marché des canalisations comportant une isolation et qui ne satisfont pas séparément les exigences pour la canalisation et l'isolation, elles peuvent être testées avec leur isolant. Elles respectent alors les exigences pour les tubes et les calorifuges. Un revêtement appliqué sur un calorifuge in situ ne doit pas affecter significativement le niveau d'exigence requis. Ceci est réputé satisfait si le revêtement testé sur plaque de silicate de calcium (masse volumique 870 kg/m3), classée au moins A2 et d'épaisseur 11 mm, obtient ce niveau d'exigence requis. |                                                     |                                                     |                  |

Ce tableau permet de définir un classement M à partir des Euroclasses, l'inverse n'est pas vrai.

### Classements conventionnels
Les classements conventionnels sont précisés dans l'annexe 3 de l'arrêté du 21 novembre 2002.
Les matériaux suivants sont considérés classés A1, ou Afl1 pour les sols, soit incombustibles. Ils sont également considérés M0:
- Argile expansée
- Perlite expansée
- Vermiculite expansée
- Laine minérale
- Verre cellulaire
- Béton: Comprend le béton prêt à l’emploi et les produits préfabriqués en béton armé et en béton précontraint
- Béton de granulats (granulats minéraux légers et de faible densité, sauf isolation thermique intégrale): Peut contenir des adjuvants et des additifs (comme les cendres volantes), des pigments et d’autres matériaux. Comprend les éléments préfabriqués
- Éléments en béton cellulaire autoclavé: Éléments contenant des liants hydrauliques, tels du ciment et/ou de la chaux mélangés à des matériaux fins (matériaux siliceux, cendres volantes, laitier de haut-fourneau), et un ajout générant des inclusions gazeuses. Comprendre les éléments préfabriqués.
- Fibre-ciment
- Ciment
- Chaux
- Laitier de haut-fourneau/cendres volantes
- Granulats minéraux
- Fer, acier et acier inoxydable: Sauf sous forme très divisée
- Cuivre et alliages de cuivre: Sauf sous forme très divisée
- Zinc et alliages de zinc: Sauf sous forme très divisée
- Aluminium et alliages d’aluminium : Sauf sous forme très divisée
- Plomb : Sauf sous forme très divisée
- Gypse et plâtres à base de gypse peuvent comprendre des additifs (retardateurs, fillers, fibres, pigments, chaux hydratée, adjuvants et plastifiants, rétenteurs d’air et d’eau), des granulats de faible densité (sable naturel ou broyé) ou des granulats légers (perlite ou vermiculite, par exemple)
- Mortier contenant des liants minéraux. Mortiers à enduire et à lisser les sols, contenant un ou plusieurs liants minéraux : ciments chaux, ciments de façonnerie, gypse, par exemple
- Éléments en argile. Éléments en argile ou en d’autres matières argileuses, contenant ou non du sable, un additif dérivé d’un produit combustible ou autre. Comprend les briques, les dalles et les éléments en argile réfractaire (revêtements intérieurs de cheminée, par exemple).
- Éléments en silicate de calcium. Éléments fabriqués à partir d’un mélange de chaux et de matériaux naturellement siliceux (sables, graviers, roches ou mélange de ces matériaux). Peuvent comprendre des pigments colorants.
- Produits en pierre naturelle, tuiles. Éléments en ardoise ou en pierres naturelles travaillées ou non (roches magmatiques, sédimentaires ou métamorphiques).
- Éléments en gypse: Comprend les dalles et autres éléments à base de sulfate de calcium et d’eau contenant éventuellement des fibres, des fillers, des granulats et d’autres additifs, et colorés le cas échéant par des pigments.
- Terrazo: Comprend les dalles de terrazo en béton préfabriqué et les revêtements posés in situ
- Verre: Comprend le verre trempé, le verre trempé chimique, le verre feuilleté et le verre armé.
- Verre céramique: Verre céramique contenant du verre cristallin et du verre résiduel.
- Céramique: Comprend les produits en poudre d’argile pressée et les produits extrudés, vitrifiés ou non

Les produits à base de bois sont suivant leurs natures considérés de Classe B-s1,d0 à Classe E.
Le bois massif peut en fonction de son épaisseur obtenir un classement M3 ou M4 (risques majeurs).

## Résistance au feu
La «résistance au feu» indique le temps durant lequel, lors d'un feu, un élément de construction (paroi, plancher, plafond, porte…) conserve ses propriétés physiques et mécaniques. Ce matériau est classifié dans trois catégories :
- résistance mécanique ou force portante
- étanchéité aux flammes et aux gaz chauds
- isolation thermique

### Classification française
On distingue ainsi trois catégories :
- Stable au feu SF : l'élément de construction conserve, durant le temps indiqué, ses capacités de portance et d'auto-portance.
- Pare-Flammes PF : l'élément est stable au feu et évite, durant le temps indiqué, l'avancée des flammes.
- Coupe-Feu CF : l'élément est pare-flammes et évite, durant le temps indiqué, du côté non sinistré, la propagation des gaz de combustion et des fumées ainsi que de la chaleur.

L'isolation thermique correspond à un maximum de 180 °C en un point précis, et de 140 °C sur l'ensemble de la surface (une porte par exemple). Les critères SF, PF, et CF sont notés en fractions d’heures (1/4h, 1/2 h, 3/4 h, 1 h, 1 h 1/2, 2 h, 3 h, 4 h, 6 h).
Exemple : « SF 2h » (stable au feu pendant 2 heures)

### Classification européenne
Les euroclasses de résistance au feu tentent d'harmoniser les systèmes nationaux au sein de l'Union européenne. Il existe là aussi trois classes :
- R : résistance mécanique ou stabilité
- E : étanchéité aux gaz et flammes
- I : isolation thermique (forcément utilisée en complément d'une classification R ou E)

Ces lettres sont suivies de 2 ou 3 chiffres donnant le temps de résistance en minutes.
Exemple : REI 120 (Coupe-feu pendant 120 minutes).

### Équivalence
| Critères  | Résistance mécanique | Étanchéité flammes/gaz | Isolation thermique |
| --------- | -------------------- | ---------------------- | ------------------- |
| SF ou R   | X                    |                        |                     |
| PF ou RE  | X                    | X                      |                     |
| CF ou REI | 60                   | 60                     | 60                  |